# Xstrata
Xstrata plc foi uma empresa mineradora da Suíça. Em janeiro de 2008 especulou-se no mercado sobre uma possível proposta de compra da empresa pela mineradora brasileira VALE.

## Refêrencias
1. ↑  http://www.forbes.com/companies/xstrata/